# Bruna Moretti
Bruna Moretti (Ivrea, 3 settembre 1904 – Milano, 1º gennaio 1989) è stata una disegnatrice, illustratrice, pittrice e caricaturista italiana.

## Biografia
Bruna Moretti, dopo aver frequentato l'Accademia di Belle Arti di Torino, si trasferì a Milano dove nel 1930 sposò il pittore e illustratore Filiberto Mateldi. Quest’ultimo molto amico di Lucio Ridenti, fondatore della rivista Il Dramma, e ultimo dandy europeo che insieme a Filiberto, spalanca a Brunetta le porte della moda. La direttrice di Harper’s Bazaar, l’irlandese Carmel Snow la chiama subito ad illustrare le sfilate parigine, mentre Pierre Cardin apprezza i suoi schizzi al punto da organizzare per lei una mostra personale al suo Espace. Brunetta Mateldi Moretti ha illustrato il costume di un’intera società, da Monte Carlo a New York, da De Chirico a Josephine Baker, da Twiggy alle madri della seconda guerra, lasciando numerosissimi disegni, carteggi, notes e diari.
Dagli anni Venti fino agli anni Ottanta, ha collaborato con numerosi periodici e quotidiani italiani ed esteri, illustrandone le pagine dedicate alla moda e alla femminilità attraverso uno stile del tutto eclettico e personale.
Nel dopoguerra collaborò con L'Espresso e il Corriere della Sera.

## Premi
- 1962 : Eighteen of the World's most Powerful women, "Sunday Mirror" (l’edizione domenicale del quotidiano britannico Daily Mirror), Londra[4]
- 1968 : Montenapoleone d’oro (all’interno del premio Montenapoleone Moda)[5]
- 1969 :
  - Premio Illustrazione dal settimanale Epoca
  - Premio giornalistico Irene Brin, Milano
- 1980 : Ambrogino d'oro della città di Milano[6]